# Coppa Italia 1939/1940
Sedmý ročník Coppa Italia (italského fotbalového poháru) se konal od 3. září 1939 do 16. června 1940. Turnaj vyhrála Fiorentina, která porazila ve finále Janov 1:10 Nejlepším střelcem se stal italský hráč Italo Salvadori (Vicenza), který vstřelil 8 branek.

## Účastníci

### Serie A
| - Ambrosiana-Inter - Bari - Benátky - Boloňa | - Fiorentina - Janov - Juventus - Lazio | - Liguria - Milán - Modena - Neapol | - Novara - Řím - Turín - Triestina |

### Serie B
| - Alessandria - Anconitana-Bianchi - Atalanta - Brescia - Catania | - Fanfulla - Livorno - Lucchese - Molinella - Padova | - Palermo - Pisa - Pro Vercelli - Sanremese | - Siena - Udinese - Verona - Vigevano |

### Serie C
| - Acqui - Agrigento - Alba Řím - Albenga - Alfa Romeo - Ampelea - Andrea Doria - Aquila - Aquila Montevarchi - Arezzo - Ardens - Armando Diaz - Ascoli - Asti - Audace SME - Baracca Lugo - Baratta Battipaglia - Biellese - Borzacchini Terni - Brindisi - Cagliari - CRDA Monfalcone - Cantú - Caratese - Carpi - Carrarese - Casale - Casalini - Castrum - Cecina | - Civitavecchia - Codogno - Como - Cosenza - Crema - Cremonese - Cuneo - Omegna - Entella - Falck - Fano - Ferrara - Fiumana - Foggia - Foligno - Forlì - Forlimpopoli - Gallaratese - Grion Pula - Giovinezza Sacile - Grosseto - Gubbio - Ilva Bagnolese - Italo Gambacciani - Jesi - Juventus Domo - Juventus Siderno - Lecco - Legnano - Littorio Rivarolo | - Macerata - Manfredonia - Manlio Cavagnaro - Mantova - Marzotto Valdagno - MATER - Messina - Meste - Molfetta - Monza - Olbia - Orbetello - Parma - Pavese Luigi Belli - Pescara - Piacenza - Pinerolo - Pistoiese - Pontedera - Ponziana - Pordenone - Potenza - Prato - Pro Gorizia - Pro Italia - Pro Lecce - Pro Patria - Pro Ponte - Ravenna - Redaelli | - Reggiana - Rimini - Rovigo - Salernitana - Sambenedettese - Sandonatese - San Giovanni Valdarno - Saviglianese - Savoia - Savona - Schio - Seregno - Signa - Simaz Popoli - Siracusa - Sora - Spezia - Stabia - Supertessile Rieti - Taranto - Teramo - Tiferno - Tigullia - Trento - Treviso - Vado - Valpolcevera - Varese - Vicenza - Vis Pesaro |

## Zápasy

### Kvalifikace
Zápasy byly na programu 3. a 7. září 1939.
Kvalifikačního kola se účastnily kluby ze 3. ligy.
Poznámky
|  | Postup do dalšího kola |

| Domácí           | Výsledek     | Hosté                  |
| ---------------- | ------------ | ---------------------- |
| Fiumana          | 6:0          | Ampelea                |
| Ponziana         | 5:0          | Grion Pula             |
| Sandonatese      | 4:1          | Pordenone              |
| Pro Gorizia      | 3:4 v prodl. | Monfalcone             |
| Schio            | 4:4 a 3:4    | Marzotto Valdagno      |
| Vicenza          | 4:0          | Mestre                 |
| Trento           | 1:1 a 0:2    | Audace San Michele     |
| Mantova          | 2:1          | Rovigo                 |
| Casalini         | 2:1          | Pirelli                |
| Parma            | 5:1          | Pavese Luigi Belli     |
| Piacenza         | 0:2          | Cremonese              |
| Reggiana         | 2:0          | Redaelli               |
| Crema            | 4:1          | Falck                  |
| Monza            | 2:1          | Pro Ponte              |
| Como             | 3:2          | Seregno                |
| Varese           | 3:0          | Lecco                  |
| Ardens           | 1:5          | Alfa Romeo             |
| Cantu            | 2:1          | Codogno                |
| Caratese         | 2:1          | Gerli                  |
| Pro Patria       | 2:3          | Legnano                |
| Gallaratese      | 1:4          | Cusiana                |
| Biellese         | 5:0          | Juventus Domo          |
| Asti             | 1:1 a 0:2    | Casale                 |
| Saviglianese     | 5:3          | Pinerolo               |
| Savona           | 3:1          | Cuneo                  |
| Acqui            | 2:0          | Vado                   |
| Manlio Cavagnaro | 6:0          | Tigullia               |
| Albenga          | 1:2          | Andrea Doria           |
| Pontedera        | 2:1          | Spezia                 |
| Entella          | 4:2          | Rivarolo               |
| Carrarese        | 2:1          | Empoli                 |
| Prato            | 4:1          | Signe                  |
| Grosseto         | 1:2          | Cecina                 |
| Arezzo           | 1:3          | Valdarno               |
| Montevarchi      | 5:0          | Tiferno                |
| Ravenna          | 6:1          | Baracca Lugo           |
| Forli            | 0:3          | Carpi                  |
| Rimini           | 3:0          | Vis Pesaro             |
| Ferrara          | 6:0          | Forlimpopoli           |
| Terni            | 2:0          | Jesi                   |
| Aeronautica      | 3:1          | Gubbio                 |
| Fano             | 3:0          | Ascoli                 |
| Sambenedettese   | 0:3          | Macerata               |
| Orbetello        | 2:7          | MATER                  |
| Aquila           | 0:1          | Rieti                  |
| Pescara          | 4:0          | Castrum                |
| Popoli           | 3:1          | Teramo                 |
| Savoia           | 5:0          | Alba Motor             |
| Civitavecchiese  | 5:1          | Ilva Bagnolese         |
| Stabia           | 2:1          | Sora                   |
| Battipaglia      | 1:0          | Potenza                |
| Molfetta         | 0:2          | Armando Diaz Bisceglie |
| Taranto          | 1:4          | Salernitana            |
| Lecce            | 1:1 a 1:2    | Pro Italia             |
| Brindisi         | 5:1          | Foggia                 |
| Messina          | 4:1          | Cosenza                |
| Siracusa         | 1:1 a 0:0    | Agrigento              |

### 1. kvalifikační kolo
Zápasy byly na programu 10.  a 14. září 1939.
| Domácí                 | Výsledek     | Hosté               |
| ---------------------- | ------------ | ------------------- |
| Fiumana                | 4:0          | Ponziana            |
| Monfalcone             | 2:2 a 1:2    | Sandonatese         |
| Treviso                | 3:2          | Marzotto Valdagno   |
| Vicenza                | 2:1          | Audace San Michele  |
| Mantova                | 4:3 v prodl. | Casalini            |
| Parma                  | 1:0 v prodl. | Cremonese           |
| Reggiana               | 3:2 v prodl. | Crema               |
| Monza                  | 2:1          | Como                |
| Varese                 | 0:0 a 1:0    | Alfa Romeo          |
| Caratese               | 2:2 a 0:1    | Cantu               |
| Legnano                | 4:1          | Cusiana             |
| Biellese               | 2:0          | Casale              |
| Savona                 | 5:0          | Saviglianese        |
| Manlio Cavagnaro       | 3:2          | Acqui               |
| Valpolcevera           | 2:0          | Andrea Doria        |
| Pistoiese              | 0:1          | Pontedera           |
| Entella                | 4:0          | Carrarese           |
| Prato                  | 8:0          | Cecina              |
| Valdarno               | 2:0 v prodl. | Montevarchi         |
| Carpi                  | 3:2          | Ravenna             |
| Ferrara                | 2:3 v prodl. | Rimini              |
| Borzacchini Terni      | 2:0          | Aeronautica         |
| Macerata               | 1:0          | Fano                |
| Rieti                  | 0:3          | MATER               |
| Pescara                | 2:1 v prodl. | Popoli              |
| Savoia                 | 1:0          | Civitavecchiese     |
| Stabia                 | 3:2          | Baratta Battipaglia |
| Salernitana            | 2:0          | Juventus Siderno    |
| Armando Diaz Bisceglie | 4:0          | Manfredonia         |
| Brindisi               | 0:0 a 1:2    | Pro Italia          |
| Messina                | 0:1          | Siracusa            |
| Cagliari               | 9:0          | GIL Terranova       |

### Kvalifikační kolo pro Serii B
Zápasy byly na programu 10. září 1939.
| Domácí   | Výsledek | Hosté   |
| -------- | -------- | ------- |
| Atalanta | 4:2      | Udinese |
| Padova   | 0:1      | Brescia |

### 2. kvalifikační kolo
Zápasy byly na programu mezi 17.  a 21. září 1939.
| Domácí            | Výsledek     | Hosté                  |
| ----------------- | ------------ | ---------------------- |
| Fiumana           | 4:0          | Sandonatese            |
| Vicenza           | 5:1          | Treviso                |
| Reggiana          | 2:1          | Mantova                |
| Parma             | 0:1 v prodl. | Varese                 |
| Legnano           | 2:3          | Monza                  |
| Biellese          | 3:1          | Cantú                  |
| Entella           | 1:2          | Manlio Cavagnaro       |
| Savona            | 2:0          | Valpolcevera           |
| Pontedera         | 1:0          | Prato                  |
| Rimini            | 1:3 v prodl. | Carpi                  |
| Borzacchini Terni | 2:0          | Cagliari               |
| Pescara           | 2:2 a 0:6    | Macerata               |
| Savoia            | 2:1 v prodl. | Salernitana            |
| Stabia            | 1:2          | Siracusa               |
| Pro Italia        | 1:2          | Armando Diaz Bisceglie |
| MATER             | 4:1          | Valdarno               |

### 3. kvalifikační kolo
Zápasy byly na programu 12.  a 26. listopadu 1939.
| Domácí             | Výsledek     | Hosté                  |
| ------------------ | ------------ | ---------------------- |
| Fiumana            | 1:0          | Verona                 |
| Vicenza            | 4:2 v prodl. | Monza                  |
| Reggiana           | 4:0          | Vigevano               |
| Atalanta           | 3:3 a 0:4    | Brescia                |
| Biellese           | 5:4          | Pro Vercelli           |
| Manlio Cavagnaro   | 2:1          | Sanremese              |
| Savona             | 1:0          | Alessandria            |
| Carpi              | 1:1 a 0:1    | Pontedera              |
| Lucchese           | 0:1          | Livorno                |
| Catania            | 5:2          | MATER                  |
| Borzacchini Terni  | 0:1          | Siena                  |
| Macerata           | 1:0 v prodl. | Pisa                   |
| Anconitana-Bianchi | 2:2 a 1:0    | Molinella              |
| Savoia             | 2:1          | Armando Diaz Bisceglie |
| Siracusa           | 1:0          | Palermo                |
| Varese             | 4:1          | Fanfulla               |

### Šestnáctifinále
Zápasy byly na programu mezi 24. prosince 1939 a 4. ledna 1940.
| Domácí             | Výsledek     | Hosté            |
| ------------------ | ------------ | ---------------- |
| Novara             | 0:2          | Milán            |
| Fiorentina         | 7:1          | Manlio Cavagnaro |
| Triestina          | 1:2 v prodl. | Lazio            |
| Macerata           | 3:2          | Vicenza          |
| Řím                | 6:1          | Pontedera        |
| Biellese           | 0:3          | Juventus         |
| Brescia            | 4:2          | Siracusa         |
| Ambrosiana-Inter   | 1:2          | Turín            |
| Anconitana-Bianchi | 1:3          | Modena           |
| Benátky            | 2:1          | Varese           |
| Savoia             | 1:3          | Neapol           |
| Reggiana           | 1:2 v prodl. | Janov            |
| Siena              | 5:3          | Savona           |
| Bari               | 2:0          | Catania          |
| Boloňa             | 3:1          | Livorno          |
| Fiumana            | 0:0 a 2:4    | Liguria          |

### Osmifinále
Zápasy byly na programu 7. a 13. dubna 1940.
| Domácí   | Výsledek  | Hosté      |
| -------- | --------- | ---------- |
| Milán    | 1:1 a 0:5 | Fiorentina |
| Lazio    | 2:0       | Macerata   |
| Juventus | 3:1       | Řím        |
| Brescia  | 3:1       | Turín      |
| Modena   | 3:1       | Benátky    |
| Siena    | 0:2       | Bari       |
| Liguria  | 2:1       | Boloňa     |
| Neapol   | 0:1       | Janov      |

### Čtvrtfinále
Zápasy byly na programu 28. dubna 1940.
| Domácí     | Výsledek     | Hosté   |
| ---------- | ------------ | ------- |
| Fiorentina | 4:1          | Lazio   |
| Juventus   | 2:0          | Brescia |
| Modena     | 1:2 v prodl. | Janov   |
| Bari       | 3:0          | Liguria |

## Semifinále
Zápasy byly na programu 9. června 1940.
| Domácí     | Výsledek | Hosté    |
| ---------- | -------- | -------- |
| Fiorentina | 3:0      | Juventus |
| Janov      | 2:0      | Bari     |

## Finále
| 16. 6. 1940 16:30 |        |       |                                                                       |
| Fiorentina        | 1 : 0  | Janov | Stadio Giovanni Berta, Florencie, Itálie rozhodčí: Rinaldo Barlassina |
| Celoria 26'       | Report |       | Stadio Giovanni Berta, Florencie, Itálie rozhodčí: Rinaldo Barlassina |

|                   |    |                       |  |
|                   |    |                       |  |
|                   | 1  | Luigi Griffanti       |  |
|                   | 2  | Giorgio Da Costa      |  |
|                   | 3  | Carlo Piccardi        |  |
|                   | 4  | Giacinto Ellena       |  |
|                   | 5  | Giuseppe Bigogno      |  |
|                   | 6  | Gipo Poggi            |  |
|                   | 7  | Romeo Menti           |  |
|                   | 8  | Arrigo Morselli       |  |
|                   | 9  | Mario Celoria         |  |
|                   | 10 | Giuseppe Baldini      |  |
|                   | 11 | Giuliano Tagliasacchi |  |
| Trenér:           |    |                       |  |
| Giuseppe Galluzzi |    |                       |  |

|                 |    |                   |  |
|                 |    |                   |  |
|                 | 1  | Carlo Ceresoli    |  |
|                 | 2  | Sergio Marchi     |  |
|                 | 3  | Michele Borelli   |  |
|                 | 4  | Mario Genta       |  |
|                 | 5  | Vittorio Sardelli |  |
|                 | 6  | Giorgio Michelini |  |
|                 | 7  | Giacomo Neri      |  |
|                 | 8  | Bruno Arcari      |  |
|                 | 9  | Sergio Bertoni    |  |
|                 | 10 | Elisio Gabardo    |  |
|                 | 11 | Tomás Garibaldi   |  |
| Trenér:         |    |                   |  |
| William Garbutt |    |                   |  |

## Vítěz
| Coppa Italia Vítěz pro rok 1939/1940 |
| ------------------------------------ |
| ACF Fiorentina                       |
|                                      |

## Střelecká listina
| Pořadí | Jméno              | Klub       | Branky |
| ------ | ------------------ | ---------- | ------ |
| 1.     | Italo Salvadori    | Vicenza    | 8      |
| 2.     | Enrico Grazioli    | Brescia    | 6      |
| 3.     | Piero Antona       | Fiorentina | 5      |
| 3.     | Giuseppe Baldini   | Fiorentina | 5      |
| 3.     | Virginio Cavalleri | Fiumana    | 5      |
| 3.     | Mario Celoria      | Fiorentina | 5      |
| 3.     | Giuseppe Chiesa    | Vicenza    | 5      |
| 3.     | Luciano Degara     | Biellese   | 5      |
| 3.     | Rambaldi           | Prato      | 5      |
| 3.     | Otello Trombetta   | MATER      | 5      |
| 3.     | Rodolfo Volk       | Fiumana    | 5      |